# Podszkodzie
Podszkodzie – wieś w Polsce, położona w województwie świętokrzyskim, w powiecie ostrowieckim, w gminie Bodzechów. Leży przy drodze wojewódzkiej nr .
| SIMC    | Nazwa    | Rodzaj    |
| ------- | -------- | --------- |
| 0229790 | Dębina   | część wsi |
| 0229808 | Mirkówka | część wsi |
| 0229814 | Olszówka | część wsi |

## Historia
W 1827 r. był tu zaledwie jeden dom i 4 mieszkańców. Pod koniec XIX w. Podszkodzie miało już 8 domów i 115 mieszkańców. W miejscowości funkcjonowała kopalnia rudy żelaza dostarczająca surowca ostrowieckiej hucie. We wsi było 611 mórg ziemi dworskiej i 22 morgi ziemi włościańskiej.
W latach 1954-1959 wieś była siedzibą gromady Podszkodzie, po jej zniesieniu w gromadzie Szewna. W latach 1975–1998 miejscowość administracyjnie należała do województwa kieleckiego.

## Ludzie związani z miejscowością
- Damian Damięcki – aktor, urodził się tutaj 16 lipca 1941
- Maciej Damięcki – aktor, urodził się tutaj 11 stycznia 1944